# Zyxomma multinervis
Zyxomma multinervis är en trollsländeart som beskrevs av Carpenter 1897. Zyxomma multinervis ingår i släktet Zyxomma och familjen segeltrollsländor. Inga underarter finns listade i Catalogue of Life.